# Bernadets-Dessus
Bernadets-Dessus è un comune francese di 146 abitanti situato nel dipartimento degli Alti Pirenei nella regione dell'Occitania.

## Società

### Evoluzione demografica
Abitanti censiti